# محمد السیابی
محمد السیابی (عربی: محمد بن علي السيابي؛ زادهٔ ۲۱ دسامبر ۱۹۸۸) بازیکن فوتبال اهل عمان است.
از باشگاه‌هایی که در آن بازی کرده‌است می‌توان به باشگاه فوتبال الشباب عربستان سعودی اشاره کرد.
وی همچنین در تیم ملی فوتبال عمان بازی کرده‌است.